# فلبوس جبلي
فلبوس جبلي (الاسم العلمي: Phyllobius montanus) هو نوع من الحشرات يتبع جنس الفلبوس من فصيلة السوسية الحقيقية.